# 2018년 라오스 댐 붕괴 사고
라오스 댐 붕괴 사고는 2018년 7월 23일 (현지 시각), 라오스 남동부 앗타푸 주에 위치한 세피안-세남노이 수력발전소의 보조댐이 붕괴해 발생한 사고이다. 7월 25일 기준으로 최소 70명이 숨지고 200여명이 실종된 것으로 보이며, 6,600명 이상의 이재민이 발생하였다.

## 배경
세피안-세남노이 수력발전소는 대한민국의 공적개발원조(ODA) 사업의 일환으로 한국수출입은행의 대외경제협력기금을 투입하였으며, 한국 기업인 SK건설과 한국서부발전이 개발에 참여하였다.

## 붕괴
보조댐 붕괴 사고는 7월 23일 오후 8시경에 발생하였다. 발생 위치는 앗타푸 주 사남싸이 구 일대였다. 붕괴 직후에는 급격히 방류된 물이 야이태 (Yai Thae), 힌라드 (Hinlad), 마이 (Mai), 타셍찬 (Thasengchan), 타힌 (Tha Hin), 사몽 (Samong) 등 6개 마을을 덮치면서 가옥과 도로, 다리 등이 쓸려나갔다고 전해졌다. 이 당시 흘러들어온 물의 양은 50억m3에 달하는 것으로 전해졌다.
사고 직후 라오 통신사는 "실종자 다수"라고 보도하였으며, 사고 여파로 주민 6,000명이 이재민이 되었다고 전했다.

### 대응
7월 25일 대한민국의 문재인 대통령은  "우리 기업이 댐 건설에 참여하는 만큼 우리 정부도 지체 없이 현지 구호 활동에 적극 나서야 한다"며 긴급구호대 등 대한민국 정부 차원의 구호대책을 마련할 것을 지시하였다. 앞서 대한민국 정부는 현지 비상대책반을 가동했고, 7월 26일부터 긴급구조대와 의료진을 파견하기로 했다.
태국 정부 역시 구조 전문가를 사고 현장에 파견한다고 밝혔다.